# Прячься!
«Прячься!» (англ. The Weather Station) — российский фильм-триллер, снятый ирландским режиссёром Джонни О’Райли и вышедший на экраны в 2010 году.

## Сюжет
Следственная группа прилетает на вертолёте на находящуюся в отдалении от населённых пунктов горную метеостанцию, откуда ночью поступила просьба о помощи. Никого из трёх работавших на станции людей нет. Кроме того, становится известно, что где-то поблизости потерялись два туриста, которых также не могут найти. После осмотра места группа улетает, а старший следователь Андрей остаётся на месте продолжить осмотр и обдумать версии. С ним решает остаться молодой следователь Слава.
Параллельно ведётся повествование о событиях, предшествовавших исчезновениям. На метеостанции работало три человека: два пожилых опытных метеоролога Иванов и Дроздов и девятнадцатилетний выпускник детдома Роман, принятый два месяца назад как помощник по хозяйственной части. Однажды на станцию на вездеходе приезжает супружеская пара Вадим и Ирина. Они представляются спелеологами-любителями, которые когда-то познакомились в пещере неподалёку и теперь решили отметить там же годовщину знакомства. Метеорологи пускают их переночевать, при этом у Романа возникает подозрение, что они не те, за кого себя выдают.
В разговоре о произошедшем Андрей сообщает Славе, что родителей детдомовца Романа, работавшего на станции, убил киллер, когда самому Роману было пять лет. Он спрятался и киллер не нашёл его. После смерти родителей Романа отдали в детдом.
Вадим и Ирина уходят в пещеру, однако вскоре Ирина с ранением в руку прибегает обратно и говорит, что на Вадима кто-то напал и он погиб, свалившись с высоты в пропасть. Метеорологи не вполне доверяют ей, а Дроздов идёт осмотреть пещеру и находит там окровавленный нож. Он говорит Иванову, что они могут шантажировать Ирину, которая стала наследницей огромного состояния Вадима, потому что скорее всего это она убила его. Между тем Ирина сходится с Романом и обещает ему уехать с ним за границу, если он спустится в пещеру и снимет с мёртвого Вадима электронный ключ, дающий доступ к банковскому счёту, и пачку долларов в кармане. Роман рассказывает Ирине про убийство его родителей и признаётся ей, что боится, что киллер рано или поздно придёт и за ним.
Андрей и Слава ещё раз осматривают все помещения. Слава замечает, что в тех местах, где бывал Роман, на стенах нарисован силуэт, похожий на дерево. Славе кажется, что этот рисунок он уже где-то видел.
На ночь Роман запирает Ирину в подвале, куда никто кроме него не заходит. Утром, выйдя из подвала, Ирина видит трупы Иванова и Дроздова. Роман везёт трупы в пещеру, говоря Ирине, что нужно сделать так, что все как будто исчезли. Внезапно появляется Серёжа, знакомый Ирины, с которым они и замышляли убить Вадима, но он заблудился и опоздал. Роман понимает, что Ирина его обманывала. Под дулом пистолета Серёжи он достаёт электронный ключ и пачку долларов, однако вытаскивает из пальто Вадима и пистолет. Когда Серёжа хочет застрелить его, Роман стреляет в Серёжу. Тот ранит Ирину, но в итоге Роман убивает Серёжу и сбрасывает его и мёртвых Иванова и Дроздова в пропасть.
Слава понимает, что рисунок Романа изображает татуировку на руке Андрея, то есть Андрей и есть тот киллер, который убил родителей Романа (Роман спрятался от киллера в стиральной машине и через стекло видел только руки убийцы). Слава пытается арестовать Андрея, но тот убивает его.
Роман с Ириной возвращаются на станцию. Ирина умирает от раны. Оказывается, что Иванова и Дроздова ночью убил не Роман, а Андрей, который проник на метеостанцию в поисках Романа (Роман при этом спрятался так, что Андрей не смог его найти). Две параллельные сюжетные линии на этом объединяются. После убийства Славы Андрей вламывается в комнату, куда вошли Роман с Ириной. Он стреляет в Романа, но оказывается, что это труп Ирины, на который Роман надел свою одежду. Роман убивает Андрея и покидает станцию, поджигая её.

## В ролях
- Пётр Логачев — Роман, повар
- Сергей Гармаш — Дроздов, метеоролог
- Владимир Гусев — Иванов, метеоролог
- Алексей Гуськов — Андрей, следователь
- Антон Шагин — Слава, следователь
- Марина Александрова — Ирина, спелеолог-любитель
- Сергей Юшкевич — Вадим, спелеолог-любитель
- Егор Пазенко — Серёжа

## Интересные факты
- В 2011 году Голливудские студии Vertigo Entertainment и 1821 Pictures купили права на ремейк фильма «Прячься!»[2]